# Vendula Strnadova
Vendula Strnadova (* 20. November 1989 in Liberec) ist eine tschechisch-US-amerikanische Fußballspielerin, die zuletzt in der Saison 2013 beim FC Kansas City in der National Women’s Soccer League unter Vertrag stand.

## Karriere
Anfang 2011 wurde sie als sogenannter Free Agent von der WPS-Franchise der Atlanta Beat verpflichtet. Bereits im Mai desselben Jahres wurde sie jedoch nach lediglich zwei Kurzeinsätzen ebenso wie ihre Mannschaftskameradin Kristina Larsen von Atlanta freigestellt. Beide Spielerinnen schlossen sich umgehend dem Team der Orange County Waves in der WPSL an, mit dem sie am Saisonende die Meisterschaft feiern konnten.
In der Saison 2012 lief Strnadova für den isländischen Erstligisten Ungmennafélagið Afturelding in der Pepsideild kvenna auf. Anfang 2013 wurde sie  von Kansas für die Premierensaison der NWSL verpflichtet, nachdem sie in einem Vorbereitungs-Trainingslager hatte überzeugen können, kam jedoch zu keinem Pflichtspieleinsatz.

## Erfolge
2011: Meister der WPSL mit den Orange County Waves